# Galium sudeticum
Galium sudeticum är en måreväxtart som beskrevs av Ignaz Friedrich Tausch. Galium sudeticum ingår i släktet måror, och familjen måreväxter. IUCN kategoriserar arten globalt som sårbar. Inga underarter finns listade i Catalogue of Life.